# Przydech słaby
Przydech słaby lub psili (stgr. ψιλὸν πνεῦμα psilòn pneûma; gr. ψιλή psilí; łac. spīritus lēnis) – znak diakrytyczny używany w alfabecie greckim. Oznacza brak głoski [h] (w przeciwieństwie do przydechu mocnego, nazywanego także dasją, który oznacza jej obecność). Używane jest także w języku cerkiewnosłowiańskim. Znak pisany jest na górze litery (w przypadku małych liter) lub z lewej strony litery (w przypadku wielkich liter) i przypomina przecinek. Znak prawdopodobnie pochodzi od prawej strony litery H (┤), który w niektórych archaicznych alfabetach greckich używano do zapisu głoski [h].

## Litery zawierające przydech słaby
Litery zawierające przydech słaby to: ἀ, ἐ, ἠ, ἰ, ὀ, ῤ, ὐ, ὠ.

## Unicode
Kod psili to U+0313 COMBINING COMMA ABOVE dla alfabetu greckiego i U+0486 COMBINING CYRILLIC PSILI PNEUMATA dla cyrylicy.
| Znak | Unikod | Kod HTML | Nazwa unikodowa                   | Nazwa polska                       |
| ---- | ------ | -------- | --------------------------------- | ---------------------------------- |
| ˛    | U+0313 | &#x0313  | COMBINING COMMA ABOVE             | przydech słaby w alfabecie greckim |
| ̨     | U+0486 | &#x0486  | COMBINING CYRILLIC PSILI PNEUMATA | przydech słaby w cyrylicy          |